# Stray Cat Rock: Female Boss
Série Stray Cat Rock
Stray Cat Rock: Wild Jumbo
(1970)
Pour plus de détails, voir Fiche technique et Distribution.
Stray Cat Rock: Female Boss (女番長野良猫ロック, Onna banchō nora-neko rokku) est un film japonais réalisé par Yasuharu Hasebe, sorti en 1970. C'est le premier d'une série de cinq films produits par le studio Nikkatsu.

## Synopsis
Ako (Akiko Wada), une jeune fille au comportement viril exacerbé pratiquant la motocyclette se lie avec une bande de jeunes marginales conduite par Mei (Meiko Kaji), une demoiselle à la sentimentalité tourmentée formant un triangle amoureux avec un jeune voyou (Kōji Wada (ja)) et un boxeur (Ken Sanders (ja)). Diverses circonstances amènent tous ces derniers à entrer en conflit avec un gang de loubards au service de personnes peu recommandables.

## Fiche technique
- Titre : Stray Cat Rock: Female Boss[1]
- Titre originale : 女番長野良猫ロック (Onna banchō nora-neko rokku?)
- Réalisation : Yasuharu Hasebe
- Scénario : Hideichi Nagahara (ja)
- Photographie : Muneo Ueda
- Montage : Akira Suzuki
- Direction artistique : Yoshio Saitō
- Musique : Kunihiko Suzuki (ja)
- Production : Hideo Sasai et Wataru Iijima
- Société de production : Horipro et Nikkatsu
- Société de distribution : Nikkatsu
- Pays d'origine :  Japon
- Langue originale : japonais
- Format : couleur - 2,35:1 - 35 mm
- Genre : film d'action - film d'aventures
- Durée : 80 minutes (métrage : sept bobines - 2 207 m[2])
- Dates de sortie :
  - Japon : 2 mai 1970[2]

## Distribution
- Akiko Wada : Ako
- Meiko Kaji : Mei
- Kōji Wada (ja) : Michio
- Tatsuya Fuji : Katsuya, le chef des loubards
- Ken Sanders (ja) : Kelly
- Bunjaku Han (en) : Yuriko
- Yuka Kumari (ja) : Mari

## Les films de la série Stray Cat Rock
- 1970 : Stray Cat Rock: Female Boss (女番長野良猫ロック, Onna banchō nora-neko rokku?) de Yasuharu Hasebe
- 1970 : Stray Cat Rock: Wild Jumbo (野良猫ロック ワイルドジャンボ, Nora-neko rokku: Wairudo janbo?) de Toshiya Fujita
- 1970 : Stray Cat Rock: Sex Hunter ou Boulevard des chattes sauvages (野良猫ロック セックスハンター, Nora-neko rokku: Sekkusu hantā?) de Yasuharu Hasebe
- 1970 : Stray Cat Rock: Machine Animal (野良猫ロック マシン・アニマル, Nora-neko rokku: Mashin animaru?) de Yasuharu Hasebe
- 1971 : Stray Cat Rock: Beat '71 (野良猫ロック 暴走集団’７１, Nora-neko rokku: Bōsō shūdan'71?) de Toshiya Fujita